# Firma de vórtex de tornado

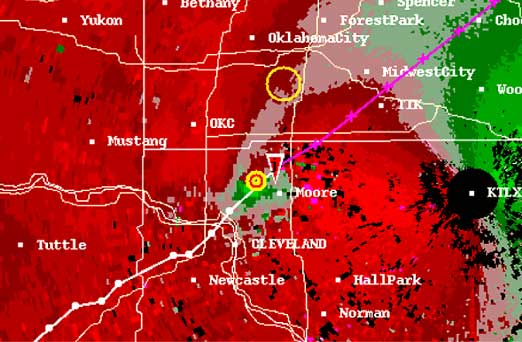
Una típica firma de vórtex de un tornado.

Una firma de vórtex de tornado, o firma de vórtice tornádico (acrónimo en inglés TVS), es un algoritmo de detección de rotaciones para un radar meteo Doppler que permite la presencia de fuertes mesociclones que son estados de posibles procesos de tornadogénesis. Así da a los meteorólogos la habilidad de puntear y fijar la exacta locación de una rotación tornádica dentro de una gran tormenta, y es un importante desarrollo del "National Weather Service" en delimitar geográficamente los alertas de tornado para dar más exactitud en las áreas bajo alerta 
Es frecuentemente visible en los productos de velocidades relativas del radar Doppler, con las velocidades dentro y fuera del lóbulo , una condición conocida como velocidad acoplada. En muchos casos, la TVS puede ser un fuerte mesociclón, pero no un real tornado, aunque la presencia de un tornado real en tierra puede ocasionalmente inferirse de fuertes velocidades acopladas en presencia de la firma de una nube residual. Cuando el algoritmo se presenta, automáticamente aparece el ícono TVS e información pertinente. El análisis radárico de velocidades así como el TVS automático son muy significativas para asegurar la certeza de avisos de tornados y puede sugerir la potencia y localización de posibles tornados. Aunque muchos tornados, especialmente los más poderosos, coinciden con la TVS, muchos tornados débiles EF0-1 puede y efectivamente ocurren sn la TVS, especialmente si no se producen desde un mesociclón identificado. Así mismo, fenómenos como trombas de "mal tiempo" y gustnados, aunque ciclónicos y ocasionalmente destructivos, no producen la firma compatible con una TVS.
Una TVS puede ser medida con estudios de cizalladura del viento, que es el cambio de la velocidad del viento y de su dirección a través de dos puertas de velocidades de entrada y de salida. "Puertas" son los pixeles individuales en el display del radar. Por ejemplo, si la velocidad de entrada es de 48 nudos (89 km y la de salida es de 39 nudos (72 km), luego será de 87 nudos (161 km la cizalladura del viento. La expresividad de una TVS no solo tiene que ver con la fuerza de estas condiciones torsionantes, pues también incorpora el tamaño y la profundidad de la TVS, y de la potencia de algunos mesociclones circundantes, además de otras presunciones.